# Carlsbad Classic 2015
Il Carlsbad Classic 2015 è stato un torneo di tennis giocato sul cemento. È stata la 34ª edizione del Carlsbad Classic, la prima dal 1980, e che fa parte della categoria WTA 125s. Si è giocato a Carlsbad in California dal 23 al 29 novembre 2015.

## Teste di serie
| Nazionalità | Giocatrice        | Ranking* | Testa di serie |
| ----------- | ----------------- | -------- | -------------- |
| Belgio      | Yanina Wickmayer  | 49       | 1              |
| Germania    | Tatjana Maria     | 69       | 2              |
| Serbia      | Bojana Jovanovski | 78       | 3              |
| Regno Unito | Naomi Broady      | 120      | 4              |
| Stati Uniti | Nicole Gibbs      | 121      | 5              |
| Israele     | Julia Glushko     | 127      | 6              |
| Stati Uniti | Sachia Vickery    | 130      | 7              |
| Svezia      | Rebecca Peterson  | 133      | 8              |

* Ranking al 16 novembre 2015.

## Altre partecipanti
Giocatrici che hanno ricevuto una Wild card:
- Brett Berger
- Nicole Mossmer
- Zoe Gwen Scandalis
- Alexandra Stevenson
- Yanina Wickmayer

Giocatrici passate dalle qualificazioni:
- Françoise Abanda
- Sharon Fichman

## Campionesse

### Singolare
Yanina Wickmayer ha sconfitto  Nicole Gibbs per 6-3, 7–6(4).

### Doppio
Gabriela Cé e  Verónica Cepede Royg hanno sconfitto  Oksana Kalašnikova e  Tatjana Maria per 1-6, 6-4, [10-8].